# Ялти (Миколаїв)
Ялти (раніше — Попова балка) — місцевість і мікрорайон в Заводському районі міста Миколаїв, розташована на лівому березі Бузького лиману.

## Розташування
Мікрорайон розташовується на березі Бузького лиману і обмежуються вулицями Кузнецькою, Заводською і 4-Слобідською. Ялти нараховують сім Ялтинських вулиць, дві Наскрізні і численну кількість провулків без назв, що зумовлено в першу чергу хаотичною забудовою місцевості.

## Назва
Раніше місцевість називалася Поповою Балкою. Попова Балка — довга і глибока балка, що знаходиться в районі Миколаївського торговельного порту і простягається вздовж лівого берега Бузького лиману.
Існує версія, що у перші роки існування міста Г. О. Потьомкін наказав поселити в Богоявленську заштатних церковників і попів-розстриг (служителі релігійного культу, позбавлені духовного сану) і долучити їх до корисної праці. Однак священники, які не звикли працювати, втекли з Богоявленська і заселили схил величезного яру, розташованого перед в'їздом до Миколаєва. Використовуючи його як зручне укриття, що підходило прямо до єдиної дороги Миколаїв—Богоявленськ, вони займалися грабунком перехожих. Відтоді нібито і закріпилася за яром, що мав погану славу, назва Попова балка.
Однак ця версія не має жодного підґрунтя. Назва Попова Балка була відома ще до виникнення Миколаєва. В описі земель, що відійшли Росії 1774 року, так пояснено цю назву: «Попова Балка, кажуть, від того прозвана, що рибний вилов від попа здійснювався, як і багато балок і кос на березі Бугу прозиваються за іменами початківців у тих місцях рибу ловити…»
Сучасну назву місцевість отримала коли у другій половині XIX століття в районі Попової балки і в самій балці стали незаконно селитися декласовані елементи. Після Жовтневого перевороту це хаотичне поселення отримало в народі назву міста Ялта, нагадуючи його своїми східчасто розташованими будівлями. Згодом ця назва закріпилася і на плані міста.

## Історія
Район, як і більшість ярів і кос на березі Бугу, почав формуватися навколо місць вилову риби. На початку ХІХ століття в районі Попової балки з'явилися різні заводи. Попова балка стала центром, навколо якого почала розвиватися промисловість. Так, у рапорті міського купця Кустова до військового губернатора Миколаєва, віце-адмірала О. С. Грейга, йшлося про необхідність створення комерційної пристані в районі Попової балки. Її побудували 1821 року, а з високої гори до пристані через Попову балку було прокладено спуск, яким на возах везли вантажі. Згодом пристань розвинулася у сучасний Миколаївський морський торговельний порт. Тут же була приватна верф, що будувала невеликі вітрильні купецькі судна.
Існує інформація про те, що в степу за Поповою балкою, 1 серпня 1879 року, стратили Самуїла Віттенберга та Івана Логовенка за спробу здійснити вбивство царя Олександра II.
Адрес-календар 1869 року вказує на те, що біля Попової балки знаходилися промислові підприємства. Крім торгових суден, до пристані Попової балки приставали пакетботні (поштові) пароплави, звідки поштові фургони і кур'єри доставляли в місто пошту.
У другій половині ХІХ століття в районі Попової балки і в самому яру стали незаконно селитися декласовані елементи. Після Жовтневого перевороту схили Попової балки стали знову забудовуватися глинобитними мазанками. За радянських часів Ялту неодноразово руйнували, проте виселити звідси людей не вдавалося.
Через високий рівень злочинності в мікрорайоні, де населення заробляє зокрема торгівлею наркотиками, самогоном і збором вторсировини, місцевість отримала дурну репутацію. Ялти часто порівнюють з фавелами Ріо-де-Жанейро і американським гетто. Часто доходить до того, що виклик швидкої медичної допомоги чи поліції неможливий через відмову відправити в мікрорайон машину. Певний час місцевість патрулювали не звичайні міліціонери, а співробітники спеціального підрозділу МВС України «Беркут».
Через таку бездіяльність правоохоронних органів у 2016 році місцевими жителями було направлено звернення до тодішньої голови Національної поліції України Хатії Деканоїдзе.
У 2020 році в мікрорайон було проведено каналізацію. До того населення самовільно підключалося до зливової каналізації і користувалося вигрібними ямами.